# Кубок чемпионов КОНКАКАФ 1965
Кубок чемпионов КОНКАКАФ 1965 — розыгрыш турнира, турнир не доигран, победитель не определён.
По неофициальной информации, в финале мексиканская  «Гвадалахара» обыграла  «Эредиано» из Коста-Рики.

## Северная зона
Участники Северной зоны неизвестны.

## Центральная зона

### Первый раунд
Саприсса выиграла у  Агила.

### Второй раунд
Саприсса выиграла у  Унион Эспаньола.

## Карибская зона
Участники Карибской зоны неизвестны.

## Отмена
Турнир был отменён. RSSSF не называет причину отмены.